# Битва при Ломже
Битва при Ломже или Ломжинская операция — серия боёв на Восточном фронте Первой мировой войны между 8-й армией Германской империи с одной стороны и 12-й армией Российской империи — с другой, проходивших с 1 по 30 марта 1915 года в районе Ломжи.

## Военно-стратегическая ситуация
Во исполнение плана кампании 1915 г. русский Северо-Западный фронт готовил наступательную операцию с целью овладения Восточной Пруссией. Её проведение возлагалось на армии правого крыла фронта — 10-ю и вновь формируемую 12-ю. Начало наступления было назначено на 10 (23) февраля.
Готовилось к наступлению и германское командование. 10-я армия и группа Литцмана 8-й армии, охватывая крайние фланги оперативного построения 10-й русской армии, должны были встретиться в районе Августов и там завершить её полное окружение. Правый фланг 8-й армии должен был прикрывать наступление и действовать на Осовец и Ломжу.
В то время, когда 10-я русская армия вела бои с превосходящими силами 8-й и 10-й германских армий, на линии рек нижнего Бобра и Нарева заканчивалось сосредоточение и развёртывание вновь сформированной 12-й и перебрасываемой с левого берега Вислы 1-й русских армий. Против этих сил русских со стороны германцев действовала армейская группа Гальвица (три армейских корпуса и одна кавалерийская дивизия) и части правого крыла 8-й армии (четыре пехотных и одна кавалерийская дивизия).
Со второй половины февраля группа Гальвица, учитывая неготовность 1-й и 12-й русских армий к наступлению и стремясь использовать успех германских войск в Августовской операции, перешла в наступление и захватила Прасныш, но 14 (27) февраля энергичным контрударом 1-го и 2-го Сибирских корпусов была отброшена.
После Праснышской операции командующий Северо-Западным фронтом Рузский должен был развивать успех и вернуться к январскому плану вторжения в Восточную Пруссию, но ставке Верховного главнокомандующего к этому времени отказались от разработки нового наступления в Восточной Пруссии. 1 марта начальник Генерального штаба Н. Н. Янушкевич объявил Рузскому о том, что начинать новое наступление в Восточной Пруссии не стоит, а вместо этого следует наносить сильные короткие удары, преследовать только до границы и ни в коем случае не ослаблять армии на левом берегу Вислы.
2 марта Рузский дал директиву об общем наступлении армий фронта: 10-й армии на Липск и Сопоцкин, на очистку Августовской пущи от немцев и возможный выход на Августов, Кальварию и Сувалки; 12-й армии от Ломжи и Новогрода, 1-й армии на Млаву и Хожеле. В то же время главнокомандующий великий князь Николай Николаевич не терял надежды захватить южную часть Мазурских озёр в качестве плацдарма для дальнейших действий. Соотношение сил было благоприятным для русской армии.

## Ход битвы
Ещё 26 февраля командующий немецкой 10-й армией генерал-полковник Герман фон Эйхгорн пришёл к выводу, что атаковать две сильные русские крепости ограниченными силами невозможно. Он сообщил об этом Гинденбургу и принял меры к скрытному отводу войск с 28 февраля на позицию по берегу реки Бобр до Липска и Августовского канала. В конце февраля германская 8-я армия Отто фон Белова получила приказание главнокомандующего прекратить наступление на Осовец и Ломжу.
В течение 1 марта в состав 12-й армии прибыли переброшенные из-за Вислы полки 1-го армейского корпуса (22-я и 24-я пехотные дивизии, командующий генерал от инфантерии А. А. Душкевич). Утром 2 марта они перешли в наступление, но понесли большие потери от огня артиллерии (только в 22-й дивизии — 40 офицеров и 3500 солдат) и залегли в 200—500 шагах от немецких позиций в надежде взять их ночной атакой. Вместе с 22-й пехотной дивизией наступала 2-я гвардейская пехотная дивизия генерал-лейтенанта П. П. Потоцкого, которой удалось занять высоту 74,4 южнее деревни Конопки Худе.
В составе отряда генерал-лейтенанта С. С. Саввича 10-я Сибирская пехотная дивизия взяла деревню Кежек, сильно укреплённую и обороняемую четырьмя батальонами ландштурма и 75-й пехотной бригадой, и захватила 270 пленных и 2 пулемёта.
5-й армейский корпус медленно продвигаясь, также встречал все более ожесточённое сопротивление немцев. Для усиления атак в состав 12-й армии прибыла 62-я стрелковая дивизия, выведенная с фронта 5-й армии на реке Равке.
Несмотря на значительное превосходство в силах, 12-я армия не смогла 3-4 марта выполнить поставленные задачи, встретив сильное сопротивление противника у Блендово, Липника. Было решено усилить ударную группу бригадой из состава 3-го Кавказского корпуса.
4 и 5 марта на участке корпуса Шольца, на внутренних флангах 44-й пехотной и 1-й ландверной дивизий, к западу от дороги Стависки — Ломжа происходил сильный бой с переменным успехом.
Генерал фон Белов свёл к западу от реки Скроды 75-ю резервную дивизию, 5-ю пехотную бригаду, эрзац-бригаду Кёнигсберг, 4-ю кавалерийскую дивизию и ландштурм в группу генерала Марвица с ближайшей задачей, при содействии правого фланга корпуса фон Шольца, отбросить русские войска и занять переправу у Новогруда. 4 марта группа Марвица нанесла удар по гвардейскому корпусу, выбила 2-ю кавалерийскую дивизию из Липника. Отход кавалерии потянул за собой и 5-ю стрелковую бригаду. Дальнейшее продвижение немецкой группы Марвица было остановлено 5 марта после упорных боёв.
6 марта фон Белов, в виду превосходства сил противника, решил остановить наступление своего правого фланга. 7 марта сильная русская контратака с участка Давия — Серафин на позиции 75-й резервной дивизии была отбита немецкими войсками.
13 марта Рузский приказал возобновить наступление на южной границе Восточной Пруссии, но наступление 12-й армии не имело большого успеха, вследствие лесисто-болотистой местности впереди реки Нарев и трудности развернуть силы. Пройти через лесные или открытые дефиле по болотам было очень трудно. Несмотря на все жертвы пехоты, прорвать позицию германской армии не удалось из-за невозможности разрушения полосы колючей проволоки и подготовки атаки сильных укреплённых линий без участия мощной артиллерии, которой не было у русских войск, а та, что была, не имела достаточно снарядов.

## Результаты
Активность операций на фронте 12-й армии стала снижаться. Это стало особенно заметно после снятия с должности 26 марта Рузского и его генерал-квартирмейстера М. Д. Бонч-Бруевича.
В ходе Пшаснышского сражения и Ломжинской операции последний участок русско-германского фронта между реками Висла и Бобр превратился в сплошную оборонительную линию, укреплённую с обеих сторон. Оба противника впоследствии посвятили несколько месяцев (с апреля по середину июля) созданию новых оборонительных полос в глубине своих позиций и поиску, по возможности, слабых мест в обороне друг друга.